# Sparsh Shrivastav
Sparsh Shrivastav là diễn viên truyền hình Ấn Độ được khán giả Việt biết đến với vai diễn Kundan Akhiraj Singh trong bộ phim Cô dâu 8 tuổi.